# August Riedinger
August Riedinger (* 9. Oktober 1845 in Augsburg; † 15. Januar 1919 ebenda) war ein deutscher Unternehmer, Kunstmäzen und Pionier der Luftfahrtindustrie.

## Leben

### Familie
August Riedinger wurde 1845 als Sohn des Augsburger Unternehmers Ludwig August Riedinger und dessen erster Frau Wilhelmine Spellenberg (1813–1865) geboren. Er wuchs mit zwei Brüdern und drei Schwestern auf. Aus der zweiten Ehe seines Vaters, mit der Kemptenerin Margarethe Friederike Fretscher (1845–1924), Tochter eines Baders und Chirurgen, stammt sein Halbbruder Erwin Riedinger (1870–1936), Schriftsteller in München.

### Berufliche Laufbahn
Er studierte am Zürcher Polytechnikum und trat anschließend als Gesellschafter in die väterliche Maschinen- und Bronzewarenfabrik ein, deren Leitung er 1883 übernahm. Nach der Umwandlung des Unternehmens in eine Aktiengesellschaft wurde Riedinger 1887 Aufsichtsratsvorsitzender der L. A. Riedinger Maschinen- und Bronzewarenfabrik AG. Bereits 1883 hatte er die AG Vereinigte Gaswerke in Augsburg gegründet, zu der 1896 bereits siebzehn Gasanstalten gehörten, zum Beispiel die in Bozen, Lugano und Marburg an der Drau. Daneben wirkte er im Vorstand der Gesellschaft für Gasindustrie. In Innsbruck beteiligte er sich 1889 am Bau und Betrieb der Localbahn Innsbruck–Hall in Tirol.
1910 gründete Riedinger in Augsburg eine Fabrik zur Herstellung von Blaugas, einem aus Erdöl nach dem Verfahren von Hermann Blau hergestellten Kraftgas. Blaugas wurde als Flüssiggas zum Heizen und Schweißen verwendet, diente aber auch dem Zeppelin LZ 127 als Brennstoff.
Im Jahr 1908 wurde Riedinger zum Königlich Bayerischen Kommerzienrat ernannt und 1912 wurde er Ausschussmitglied im Verein des Deutschen Museums. Bekannt wurde er außerdem als Förderer des technischen Fortschritts und als Kunstmäzen. Er war auch Mitglied des Vereins Deutscher Ingenieure (VDI).

### Luftfahrtpionier

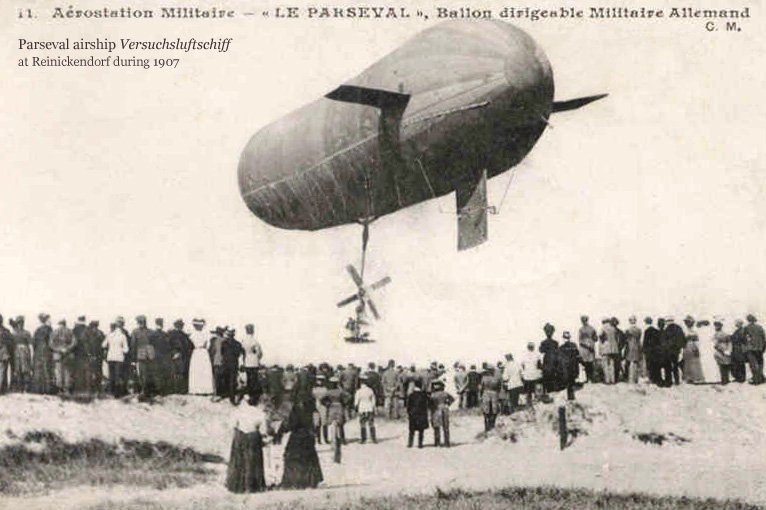
Parseval-Versuchsluftschiff

Mit August von Parseval und Hans Bartsch von Sigsfeld arbeitete Riedinger ab 1888 an der Entwicklung lenkbarer Luftschiffe. 1897 gründete er die Ballonfabrik Augsburg, die bis zum Ende des Ersten Weltkriegs etwa 4.000 Drachenballone für das Militär herstellte. 1906 wurde in seiner Fabrik das erste Parseval-Luftschiff gebaut, das sogenannte Versuchsluftschiff. Später produzierte Riedinger auch Hüllen für Schütte-Lanz-Luftschiffe. 1931 stieg Auguste Piccard vom Startplatz der Ballonfabrik mit einem hier gefertigten Ballon zur ersten Stratosphärenfahrt auf.

### Luftsportverein
August Riedinger war am 31. Mai 1901 Gründungsmitglied des Augsburger Verein für Luftschiffahrt e. V. (A.V.f.L) Der Eintrag in das Vereinsregister erfolgte mit Beschluss des königlichen Amtsgerichtes Augsburg am 12. August 1901 mit 29 Mitgliedern. Innerhalb eines Jahres zählte der Verein 114 Mitglieder. Darunter war auch sein älterer Bruder Gustav Riedinger (1844–1915). 1. Vorsitzender war sein Geschäftspartner August von Parseval.
Der Verein ist aktuell unter dem Namen Freiballonverein Augsburg der weltweit älteste aktive Luftsportverein.

### Privates

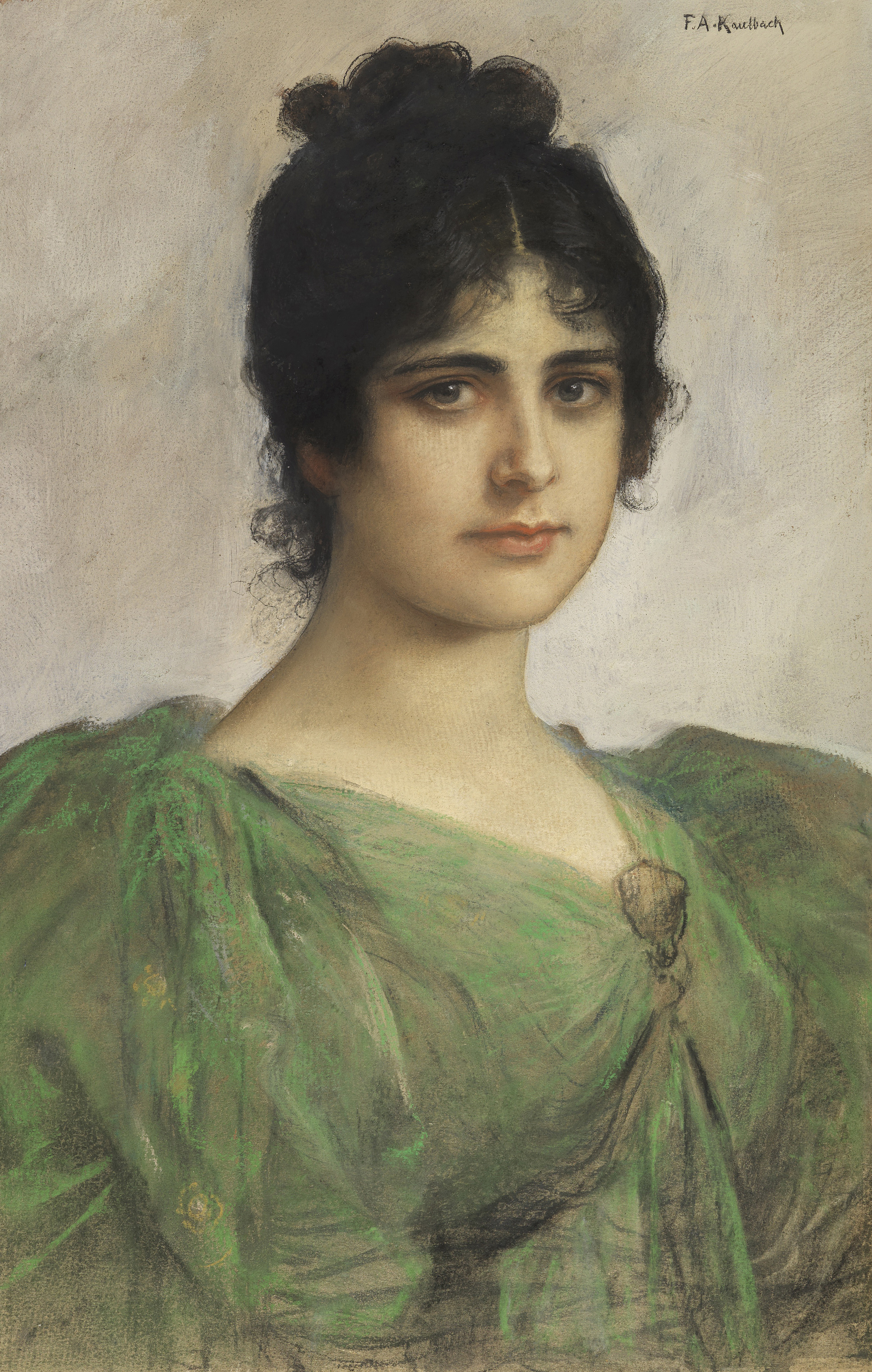
Friedrich August von Kaulbach – Porträt Berta Riedinger 1885/1895

August Riedinger war zweimal verheiratet. Seine erste Frau Anna (1848–1882) war die Tochter von Max von Pettenkofer. Nach ihrem frühen Tod heiratete er 1883 Bertha Maria Brandenberger (1863–1946), die Tochter des technischen Direktors der Augsburger Baumwollspinnerei am Stadtbach. Bertha wurde von Franz von Lenbach und Friedrich August von Kaulbach porträtiert. Darüber hinaus sind zahlreiche Fotografien von ihr erhalten u. a. aus dem Atelier Joseph Albert und aus der Augsburger Filiale des Atelier Elvira von Mathilde Nora Goudstikker.
Mit beiden Ehefrauen hatte Riedinger jeweils einen Sohn und eine Tochter.